# Candelabrum cocksii
Espèce
Candelabrum cocksii est une espèce d'Hydrozoaires de la famille des Candelabridae.

## Répartition
Candelabrum cocksii se rencontre depuis le niveau des basses mers de vive eau moyennes jusqu’à des profondeurs de 17 mètres, voire peut-être supérieures à 100 mètres. Sur l’estran l’animal est fixé à la face inférieure des blocs et sur les crampons de laminaires.
L’espèce est connue des côtes de l’Atlantique du nord-est, de l’entrée de la Manche (Royaume-Uni et Bretagne) jusqu’au sud de l’Espagne (Cadix). Sa répartition de détail reste cependant à préciser. En Bretagne cette espèce est présente à Roscoff, aux Glénans et dans la baie de Concarneau.

## Description
Ces animaux sont très contractiles et susceptibles de subir des variations importantes de volume et d’aspect selon les circonstances, ils sont solitaires ou vivent en très petits groupes de deux ou trois individus.
Leur corps est constitué de trois parties :
1. une région basilaire ou pied, assurant la fixation de l’animal au substrat ;
2. une région moyenne, dite des blastostyles, dédiée à la reproduction sexuée ;
3. une région distale, nourricière, terminée par l’orifice buccal.

### Aspect général
Candelabrum cocksii peut atteindre, en extension, 12 cm de long mais ne dépasse pas 2 à 3 cm à l’état rétracté. En extension, la section du corps est approximativement circulaire.

### Pied
Il est appliqué en partie contre le support auquel il adhère très fermement grâce à des organes de fixation qui sont des tentacules disposés à la manière de haubans et terminés par une pastille chitineuse. L’ensemble du pied peut être revêtu d’une cuticule plus ou moins jaunâtre appelée périsarc.

### Région moyenne
Généralement renflée et de couleur blanche, elle porte, au moment de la reproduction sexuée, de nombreuses expansions appelées blastostyles que l’on peut considérer comme des individus abortifs, dépourvus d’orifice buccal, destinés à la reproduction. Chaque blastostyle produit des ébauches de méduses (= médusoides, encore appelées gonophores ou sporosacs) qui ne vont pas jusqu’au terme de leur évolution, elles demeurent fixée au blastostyle et produisent sur place des gamètes. Les blastostyles de C. cocksii sont hermaphrodites, ils portent des médusoides mâles, relativement petits (0,3 à 0,4 mm), près de la base et des médusoides femelles, plus gros (0,7 à 0,8 mm), distalement.

### Région nourricière
Cylindrique, de couleur rouge, elle est entièrement recouverte de courts tentacules à extrémité renflée (dits capités) qui, grâce aux nématocystes dont ils sont armés, assurent la capture de la nourriture. Cette région porte à son extrémité l’orifice buccal (orifice unique de la cavité digestive, qui tient lieu également d’anus).

## Reproduction
Candelabrum cocksii peut se reproduire par voie asexuée et sexuée. La reproduction asexuée se ferait par bourgeonnement à partir de la région située entre le pied et la partie moyenne. Elle aurait lieu au début du printemps, en principe avant la reproduction sexuée.
La reproduction sexuée se déroule, en Bretagne, de janvier à septembre, et peut-être toute l’année. Les gonophores femelles contiennent plusieurs ovules qui fusionnent en un seul (un seul noyau subsiste). L’ovule étant fécondé, l’œuf se revêt d’une cuticule. Expulsé du gonophore il est alors capté par un ou trois tentacules adhésifs (« clasper » des auteurs anglo-saxons) semblables à ceux qui assurent la fixation de l’animal, qui le maintiennent amarré au géniteur durant tout le développement embryonnaire. Ce curieux phénomène est décrit par Allman et Korotnev, dont les dessins très parlants sont repris par Delage et Hérouard.
Le développement conduit à une larve actinula, en forme de tonnelet, munie d’une vingtaine tentacules grâce auxquels elle peut se déplacer sur le substrat sur lequel elle finit par se fixer.

## Nutrition
Lorsque les proies (principalement de petits crustacés, notamment des Amphipodes) entrent en contact avec les tentacules capités de la région nourricière, les nématocystes explosent, leurs filaments pénètrent le corps de l’animal, le retiennent et lui injectent leur contenu toxique. Toute la région se replie ou s’enroule autour de la proie qui est véhiculée de proche en proche par les tentacules jusqu’à l’orifice buccal. La digestion d’un amphipode dure environ 5 à 6 heures.

## Galerie

Candelabrum cocksii
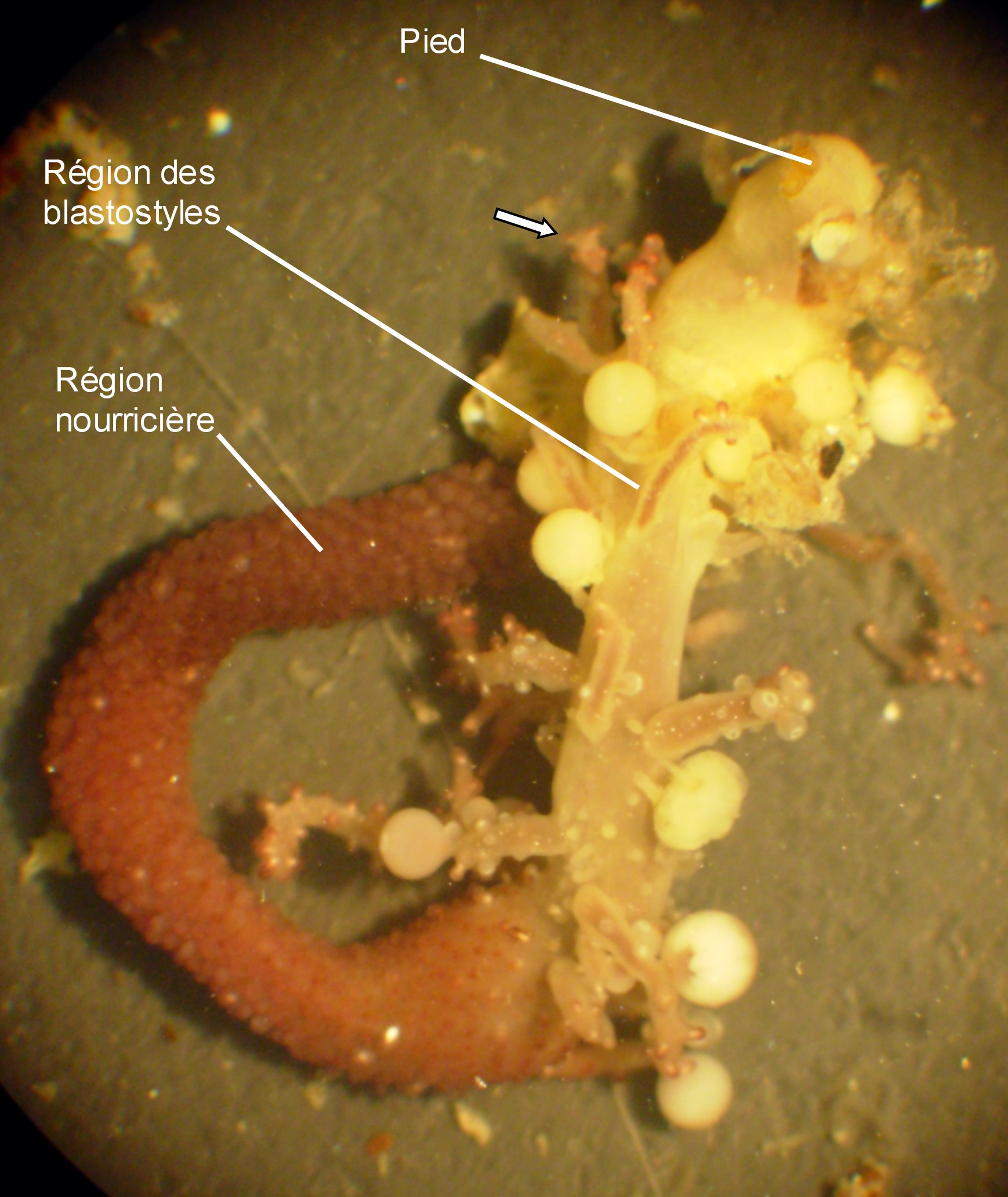
Vue d'ensemble. La flèche indique l'orifice buccal.
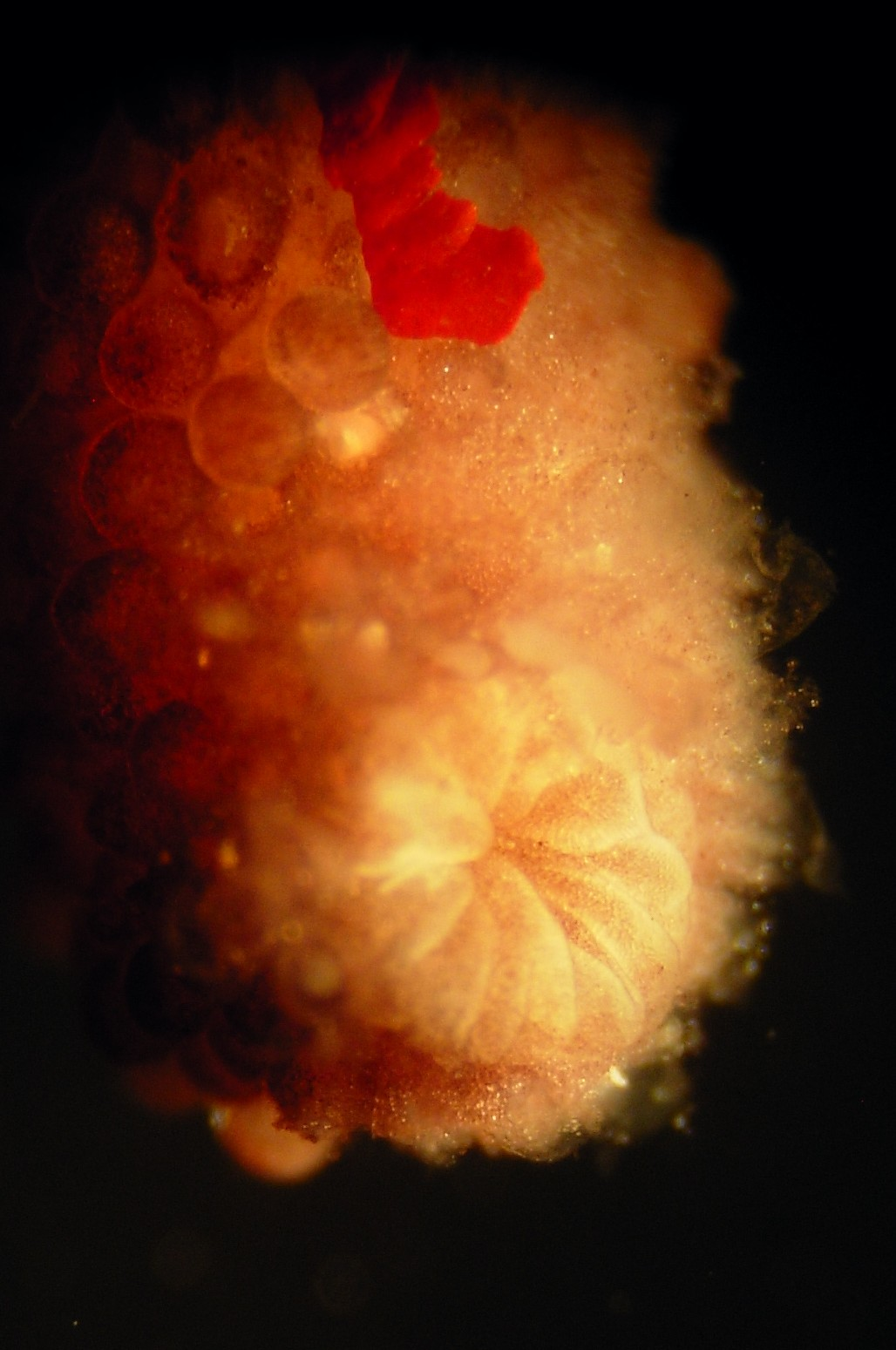
Orifice buccal et, en haut à gauche, tentacules courts capités.
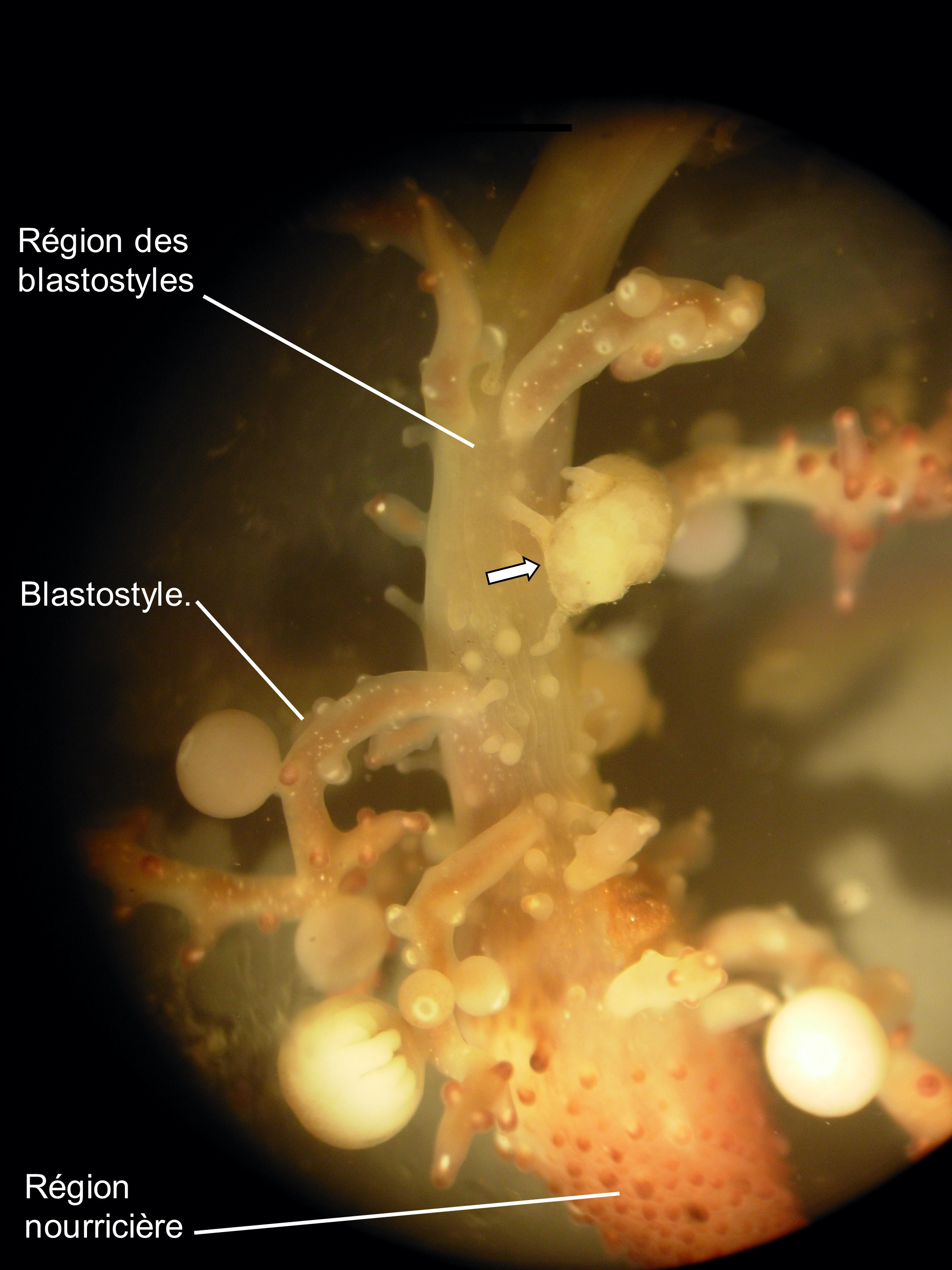
Jonction entre la région des blastostyles (reproductrice) et la région nourricière. La flèche désigne un embryon (déformé) retenu par deux tentacules adhésifs. Les sphères blanches, en bas, sont des gonophores femelles.
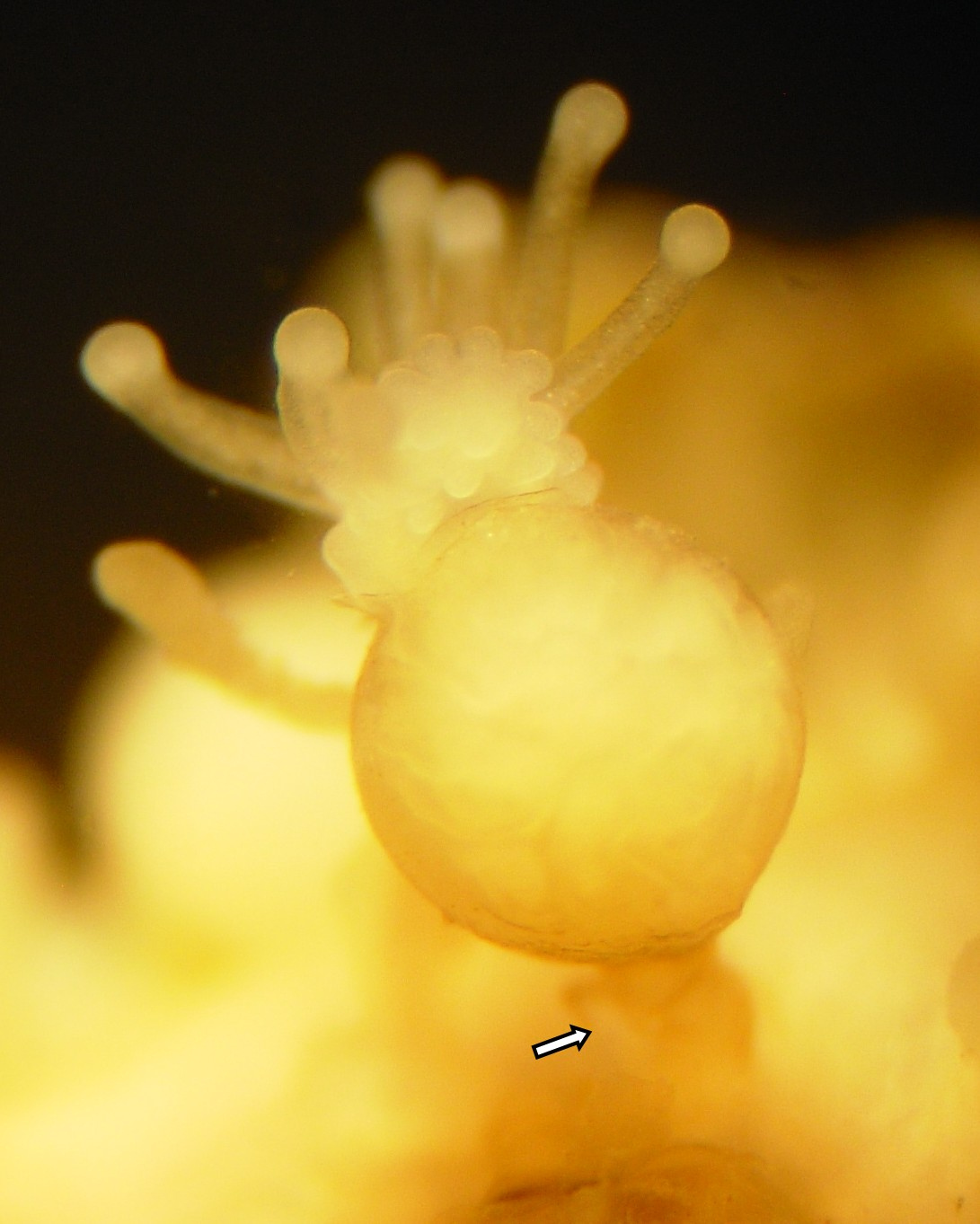
Éclosion de la capsule embryonnaire et libération de la larve actinula. La flèche désigne un tentacule adhésif retenant la capsule.
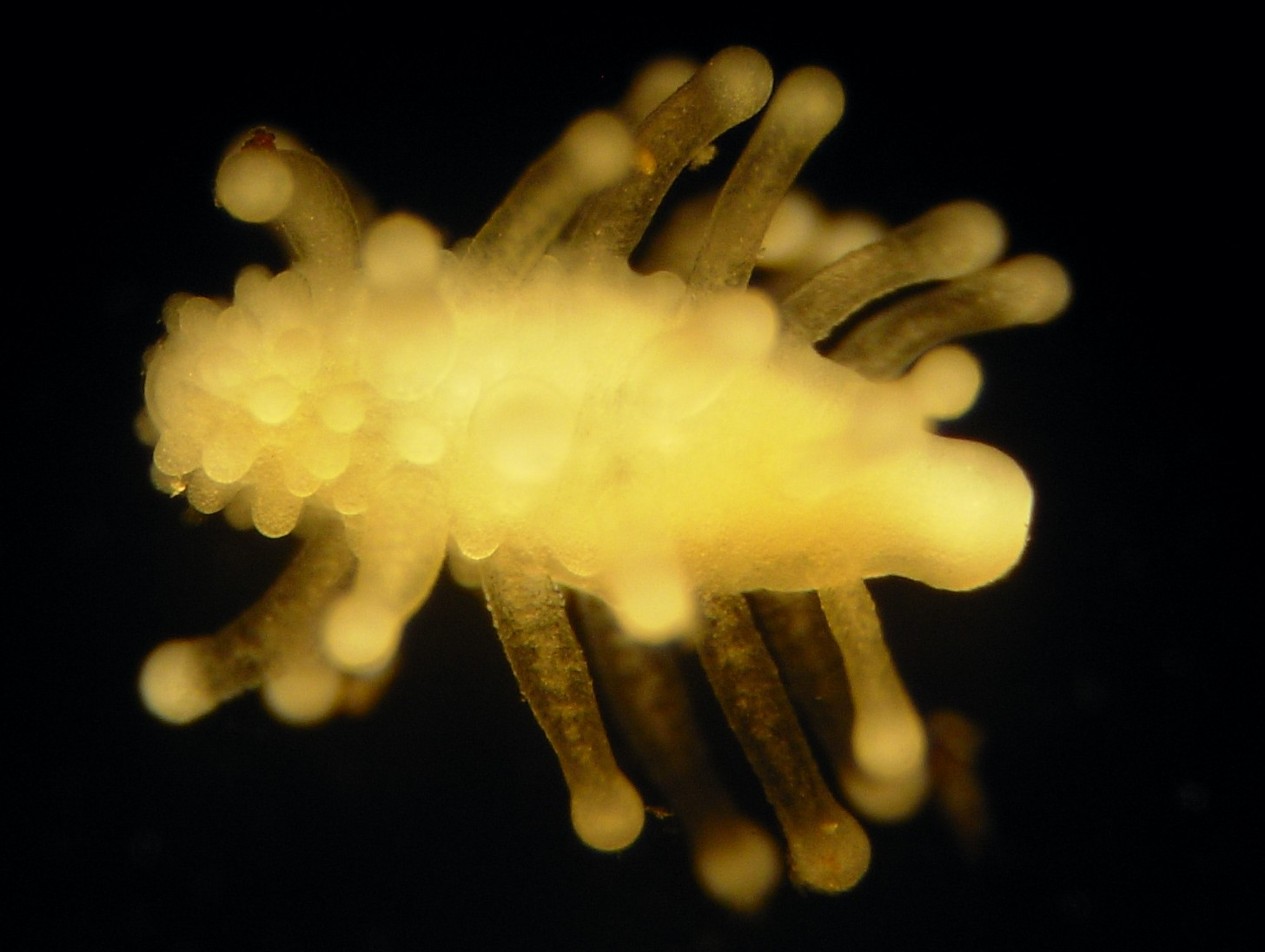
Larve actinula.

## Classification
Le nom valide complet (avec auteur) de ce taxon est Candelabrum cocksii (Cocks, 1854).
L'espèce a été initialement classée dans le genre Arum sous le protonyme Arum cocksii Cocks, 1854,.
Candelabrum cocksii a pour synonymes :
- Arum cocksii Cocks, 1854
- Arum cocksii Vigurs, 1850
- Candelabrum cocksi (Cocks, 1854)
- Spadix purpurea Gosse, 1853

### Publication originale
- (en) W. P. Cocks, « Contributions to the Falmouth Fauna, 1853 », Annual Report of the Royal Cornwall Polytechnic Society, Falmouth (Royaume-Uni), vol. 21,‎ 1854, p. 28-36 (lire en ligne, consulté le 28 mai 2024).